# 鄂山
鄂山（穆麟德轉寫：ošan，1772年—1838年），字潤泉，博爾濟吉特氏，滿洲正藍旗人（属正蓝旗蒙古姓满洲旗人），先祖世居蒙古科尔沁兀鲁特地方。进士出身，清朝刑部尚書。

## 生平
嘉慶元年，登丙辰科進士。歷官廣東保昌縣知縣、山西浮山縣知縣、甘肅會寧縣知縣、皋蘭縣知縣、甘肅安西直隸州知州、陝西邠州直隸州知州、陝西同州府知府、陝西西安府知府、陝西督糧道、河南按察使、陝西布政使、陝西巡撫(陝西布政使署)、兵部侍郎(坐銜)、都察院右副都御史(坐銜)、陝西巡撫、陝甘總督(陝西巡撫署理)、兵部尚書(坐銜)、右都御史(坐銜)、陝甘總督(陝西巡撫署理)、太子少保、陝甘總督(陝西巡撫署理)、四川總督、成都將軍(四川總督兼署)、太子太保、刑部尚書、正藍旗漢軍都統。道光五年(1825)擢陝西巡撫，尋署陝甘總督。六年，張格爾興回疆之亂，清大兵進剿，受命籌備軍需、糧餉。事平，以辦理得宜，賞頭品頂帶。道光十一年二月十二日授四川總督。任內嚴格鴉片之禁，征討少數民族起事，多有政績。道光十八年閏四月十八日接替成格調任刑部尚書，七月九日病故。晉贈太子太保，谥号莊勤。

## 家庭
- 始祖二等子索諾穆（又瑣諾木）（c.1570s-?），蒙古科尔沁兀魯特貝子。“瑣諾木，正藍旗人，明安 (兀鲁特部)同族，世居兀魯特地方，國初率部屬首先来歸，授二等子，編佐領，令伊屬人諾穆圖統之。……瑣諾木之次子古穆原任䕶軍叅領”（据《八旗滿洲氏族通譜》卷66）。正蓝旗满洲、吏部尚書性桂的始祖王國祚跟随索諾穆加入八旗。
- 世祖古穆（c.1600s-?），从龙入关，護軍參領。
- 太高祖三等伯穆赫林（又木和林）（c.1630s-?），正藍旗滿洲副都統，入祀昭忠祠。
- 高祖噶啻（又噶提）（c.1660s-?），原任叅領。
- 曾祖梅勒圖（c.1680s-?）。
- 祖父伊布尹（c.1710s-?）。祖母薩克達氏（父馬爾賽）。
- 父興德（c.1740s-?）。母富察氏，邢佳氏。
- 胞兄道光癸未科進士成山。妻棟鄂氏少如（父正黄旗满洲、乾隆三十七年（1772年）壬辰科进士鐵保）。其：
  - 子咸豐二年(1852)壬子恩科進士葆謙。
  - 女博爾濟吉特氏秀塘，嫁宗室載釗（父多羅貝勒奕繪，母、词人西林覺羅氏鄂春（又顧太清，父镶蓝旗满洲鄂碩，祖父雍正甲辰科举人、甘肃巡抚鄂昌，曾祖鄂善，曾叔父一等襄勤伯鄂爾泰））。
  - 女博爾濟吉特氏，嫁正白旗蒙古、道光辛丑科進士薩爾圖克氏聯捷。
- 妻博爾克氏，白佳氏。
- 子葆亨（字芝岺），山西布政使、山西巡抚。
  - 孙儿愃齡。妻他塔喇氏（父正紅旗滿洲、禮部侍郎長敘，祖父陕甘总督莊毅公裕泰）。
  - 孙儿怡齡。其女博爾濟吉特氏，嫁内务府正白旗汉军李寶豐（父湖北荆州府知府李恆琛，祖父湖南按察使魁聯；胞姊李寶蘩，嫁光緒十五年（1889年）己丑科进士楊鍾羲；嫡堂兄光绪十一年（1885）乙酉科举人、词人画家李孺（原名李寶巽），妻胡氏系正蓝旗汉军进士胡俊章胞侄女）。
  - 孙女博爾濟吉特氏，嫁鑲藍旗滿洲鄂卓氏熙琮（父奎譜，祖父道光乙未恩科舉人吉廉，祖伯父道光癸未科進士恭慤公吉明，曾祖長沙府知府、湖南督糧道福順）。
  - 孙女博爾濟吉特氏，嫁宗室隆慧（父肅恪親王華豐，祖父肅慎親王敬敏）。
  - 孙女博爾濟吉特氏，嫁宗室隆鑑（父肅恪親王華豐，祖父肅慎親王敬敏）。
  - 孙女博爾濟吉特氏，嫁宗室溥綬（父宗室載容，祖父宗室奕亨，曾祖和恪郡王綿循）。